# 南港铁路
南港铁路是连接天津南港工业区与国家铁路之间的国铁一级双线电气化铁路，由国铁集团与天津市政府共同投资，正线全长44公里，2020年9月完工。南港铁路线路起于万家码头站，设有万码南站、减河北站（预留）、南港编组站、分区一场编组站等。